# Les Révoltés de l'Océane
Les Révoltés de l'Océane est le sixième tome de la série de bande dessinée Barbe-Rouge créée par Jean-Michel Charlier (scénario) et Victor Hubinon (dessin) paru en 1965.

## Résumé
Éric est embarqué en tant que galérien à Toulon, où il revoit Baba (condamné également) et le mousse (qui s'est engagé pour le faire évader). Leur navire est chargé de la mission de tuer le corsaire arabe Omar El-Hadj qui sème la terreur en Méditerranée ; malheureusement, le pirate déjoue le plan et prend en tenaille la galère française.
Le mousse fournit à Éric une lime qui permet de scier les chaînes des galériens. Ceux-ci se révoltent, combattent courageusement et sortent vainqueurs du duel avec les pirates algérois. La galère étant fortement endommagée, Éric décide de s'emparer d'une galère turque située sur l'île  de Crète pour voguer vers le nouveau-Monde. Cependant, il découvre des documents indiquant la préparation d'une attaque de France par l'Empire ottoman et l'Angleterre. Il se résout alors à aborder à Marseille et à prévenir les autorités.
En échange de ce service, le roi accorde sa grâce à tous les galériens.